# Монюшкі
Монюшкі (пол. Moniuszki) — село в Польщі, у гміні Ясвіли Монецького повіту Підляського воєводства.
Населення — 114 осіб (2011).
У 1975-1998 роках село належало до Білостоцького воєводства.

## Демографія
Демографічна структура станом на 31 березня 2011 року:
|          | Загалом | Допрацездатний вік | Працездатний вік | Постпрацездатний вік |
| -------- | ------- | ------------------ | ---------------- | -------------------- |
| Чоловіки | 56      | 14                 | 31               | 11                   |
| Жінки    | 58      | 13                 | 31               | 14                   |
| Разом    | 114     | 27                 | 62               | 25                   |